# Allie Grant
Allie Grant (née le 14 février 1994 à Tupelo dans le Mississippi) est une actrice américaine.

## Filmographie
- 2005 : La Vie de palace de Zack et Cody (épisode 24 saison1) : Agnès
- 2005-2009 : Weeds : Isabelle Hodes
- 2010 : Private Practice (épisode 9 saison 4): Julie
- 2014 : Grey's Anatomy (épisode 21 saison 11) : Alana
- 2011-2014 : Suburgatory : Lisa Shay